# Urrobi
Urrobi es un despoblado español del municipio de Arce, perteneciente a la Comunidad Foral de Navarra.

## Geografía
El despoblado se ve atravesado por el río del mismo nombre.

## Historia
Hacia mediados del siglo XIX, el lugar ya figuraba referido como un despoblado. Aparece descrito en el decimoquinto volumen del Diccionario geográfico-estadístico-histórico de España y sus posesiones de Ultramar de Pascual Madoz con las siguientes palabras:

URROBI: desp. de Navarra, part. jud. de Aoiz, valle de Arce: sit. en una altura, entre Arrieta, Imizcos y Urdiroz, que disfruta del térm. del ant. l., del cual queda una ermita dedicada á San Bartolomé, en cuyo dia es muy concurrida. El terreno áspero y poco fértil; le cruza el r. de su nombre. prod.: trigo y avena; cria caza de perdices y liebres, y pesca de truchas y anguilas. Hay 4 ó 5 puntos donde se esplota el mineral de cobre, aunque en corta cantidad. El rey dió este desp. á tributo perpetuo en 1448 á varios vec. de Arrieta. La princesa Doña Leonor dió este tributo á Juan de Egurbide en 1466. Este desp. volvió despues á la corona, y en 1666 fue vendido á varios vec. de Urdiroz con reserva del dominio directo.
(Madoz, 1849, p. 235)